# Enrico Valtorta
Pour les articles homonymes, voir Valtorta (homonymie).
Enrico Valtorta, né le 14 mars 1883 à Carate Brianza en Italie et mort le 3 septembre 1951 à Hong Kong, est un prélat italien qui est le dernier vicaire apostolique de Hong Kong et son premier évêque lorsque le diocèse de Hong Kong est érigé le 11 avril 1946.

## Biographie
Enrico Pasquale Valtorta est ordonné prêtre le 30 mars 1907 pour l'Institut pontifical pour les missions étrangères. Il arrive à Hong Kong, alors colonie britannique, le 5 octobre 1907.
De 1909 à 1911, il est missionnaire à Nam Tau (district de Sam On) et à Sai Kung (Nouveaux Territoires). Il est nommé recteur de l'église Saint-Joseph de Garden Road et professeur au séminaire de Hong Kong en 1913. Il est aussi aumônier de la prison de Victoria (1921-1925).
Enrico Valtorta est nommé vicaire apostolique du vicariat apostolique de Hong Kong le 8 mars 1926.
Il est sacré évêque in partibus de Lerus (de), le 13 juin suivant, prenant comme devise Ponere Vitam. Le 11 avril 1946, Pie XII élève le vicariat au rang de diocèse. Mgr Valtorta est installé le 31 octobre 1948. Il accueille à partir de 1949 encore plus de réfugiés fuyant la Chine communiste proclamée en octobre.
Il meurt en 1951.
Le Valtorta College de Tai Po (New Territories) lui doit son nom.